# 슬랩스틱 브라더스
《슬랩스틱 브라더스》(漫才ギャング 만자이 갱[*])는 시나가와 히로시의 소설이자 이를 원작으로 2011년 3월 19일에 개봉된 일본 영화이다. 원작자인 시나가와 히로시가 감독과 각본을 맡은 《삐뚤어질테다》 (ドロップ)에 이은 두 번째 감독 작품이다. 사토 류타와 가미지 유스케가 출연했으며, 주제가는 슈퍼플라이, 삽입곡은 유스케가 담당했다.
캐치프레이즈는 〈이제 장난으론 안 끝난다!!〉.

## 줄거리
인기 없는 개그맨이 파트너에게 '콤비 해체'롤 통보 받고, 자포자기 하여 문제를 일으켜 유치장에 오게 된다. 그런 가운데, 똑같이 유치장에 오게된, 온 몸에 문신을 한 난폭한 사나이를 만나게 된다. 토비오는 사나이의 입담에 주목하여 《나와 만담 콤비 만들지 않겠냐》고 제의한다.

## 출연진
- 쿠로사와 노비오 - 사토 류타
- 오니즈카 류헤이 - 가미지 유스케
- 미야자키 유미코 - 이시하라 사토미
- 이시이 타모츠 - 아야베 유지 (피스)
- 카나이 - 미야가와 다이스케
- 나리미야 히로키
- 사야마 - 가네코 노부아키
- 미야자키 망고 - 오시마 미유키 (모리산츄)
- 이와사키 - 다이고 (치도리)
- 뚱보 타쿠 - 니시다이 히로시 (미사일 맨)
- 고모토 준이치 (차장과장)
- 후르츠 펀치 (와타리 겐타로·무라카미 겐지)
- 코부치가와 - 아키야마 류지 (로버트)
- 카와하라 - 나가하라 세이키
- 시로카와 - 아라이 히로후미
- 카도쿠라 - 사사노 다카시

## 제작진
- 감독·원작·각본 - 시나가와 히로시
- 촬영 - 기타 야스노부
- 제작 - 〈만자이 갱〉 제작위원회
- 배급 - 가도카와 영화

## 주제가
- 주제가: 슈퍼플라이 〈Beep!!〉
- 삽입곡: 유스케 〈내 나름의 러브송〉 (俺なりのラブソング)

## 수상
- 2011년 제15회 부천국제판타스틱영화제 장편부문 관객상[1]